# Nico Rose
Nico Rose (* 24. März 1978 in Hamm) ist ein deutscher Psychologe und Autor.

## Leben und beruflicher Werdegang
Rose wuchs in Hamm auf und besuchte das Märkische Gymnasium. Nach einem Auslandsjahr machte er 1997 Abitur und leistete anschließend seinen Grundwehrdienst ab. Sein Studium der
Psychologie absolvierte er an der WWU Münster, welches er 2004 mit Diplom abschloss. Unmittelbar nach dem Studium arbeitete er für L’Oréal Deutschland in der zentralen Personalabteilung in Düsseldorf.
Ab Oktober 2005 nahm er ein Promotionsvorhaben an der EBS Business School auf und wurde Doktorand am Lehrstuhl von Utz Schäffer. 2010 wurde er mit seiner Dissertation zu dem Thema strategische Steuerung von Geschäftseinheiten in der Konsumgüter-Industrie aus Sicht des Performance Managements, promoviert. Parallel zum Promotionsvorhaben eröffnete er eine Coaching-Praxis in Wiesbaden und arbeitete freiberuflich für eine Unternehmensberatung mit Schwerpunkt CRM.
Von November 2010 bis Januar 2019 arbeitete er für die Bertelsmann-Gruppe in Gütersloh. Berufsbegleitend absolvierte er ein Studium der Positiven Psychologie bei Martin Seligman an der University of Pennsylvania in Philadelphia. Zuletzt verantwortete er bei Bertelsmann das Employer Branding, das Hochschulmarketing, sowie das High-Potential-Recruiting auf Gruppenebene.
Von 2019 bis Anfang 2022 war er Professor für Wirtschaftspsychologie an der privaten Hochschule ISM in Dortmund.

## Wirken
Rose beschäftigt sich aus der Perspektive der Positiven Psychologie bzw. der Positive Organizational Scholarship mit interpersoneller Führung, Personalentwicklung und der Gestaltung von Unternehmenskultur. Insbesondere interessiert er sich für Sinnwahrnehmung im Rahmen der Arbeit und wie Führungskräfte Einfluss auf das Sinnempfinden ihrer Mitarbeiter nehmen können. Er ruft Organisationen dazu auf, regelmäßig die Qualität ihrer Führungskräfte zu evaluieren, vor allem aus der Perspektive der geführten Personen.
Seit 2013 verfasst er regelmäßig Beiträge für das Online-Portal von Werben & Verkaufen, der Zeit Online und Business Punk. Ebenfalls seit Beginn des Jahres 2021 ist er Teil von WiWo Coach, einer Gruppe von Experten, die Leserfragen für das Magazin WirtschaftsWoche beantwortet.

## Sonstiges
Rose ist Mitglied im Berufsverband Deutscher Psychologinnen und Psychologen sowie der Gesellschaft für angewandte Wirtschaftspsychologie. Zudem ist er Mitglied der Akademischen Gesellschaft Hamm. Weiterhin ist er bekennender Metal-Fan und räumt diesem Thema in Artikeln, Interviews, Facebook-Aktivitäten und vier Büchern viel Raum ein.

## Werke
- mit S. Classen: Laut.Stark.Leben.: Zur Hölle mit den Selbstzweifeln!. Ariston, München 2025, ISBN 978-3-424-20308-0.
- Micha und der Metal: Eine Geschichte über Verlust und Freundschaft. Edition Roter Drache, Meschede 2025, ISBN 978-3-96815-080-2.
- Arbeit besser machen: Positive Psychologie für Personalarbeit und Führung. Haufe, Freiburg 2024, ISBN 978-3-648-14971-3.
- mit G. Ulmer: Heavy Metal B(r)ands: Was wir von Metalbands über Marketing lernen können. Redline, München 2023, ISBN 978-3-86881-919-9.
- Hard, Heavy & Happy: Heavy Metal und die Kunst des guten Lebens. Heyne, München 2022, ISBN 978-3-453-21829-1.
- Management Coaching und Positive Psychologie: Stärken stärken, sinnvoll wachsen. Haufe, Freiburg 2021, ISBN 978-3-648-15580-6.
- mit B. Slaghuis: Besser arbeiten: 66 Impulse für eine menschlichere Arbeitswelt und mehr Freude im Beruf. Haufe, Freiburg 2020, ISBN 978-3-648-14288-2.
- Führen mit Sinn: Wie Sie die Führungskraft werden, die Sie sich früher immer gewünscht haben. Haufe, Freiburg 2020, ISBN 978-3-648-13668-3.
- Lizenz zur Zufriedenheit. Lebensziele verwirklichen: Positive Psychologe in der Praxis. Junfermann, Paderborn 2012, ISBN 978-3-87387-896-9.
- Levers of Organization Design: Theoretical Background, Operationalization, and Empirical Evidence from the Consumer Goods Industry. Pro Business, Berlin 2011, ISBN 978-3-86805-951-9.